# To France
To France è un singolo di Mike Oldfield pubblicato nel 1984 da Virgin Records in formato 7" e 12", estratto dall'album Discovery.

## Il disco
La parte vocale del brano è eseguita dalla cantante scozzese Maggie Reilly.
Il singolo, prodotto dallo stesso Oldfield e da Simon Phillips, raggiunse il primo posto delle classifiche in Francia.
Il testo parla dell'esilio della regina Maria di Scozia in Francia, mentre la melodia mescola ritmi pop a suoni della musica celtica.
Stampato originalmente in 7" e 12", il singolo è stato ristampato nel 1993 in formato CD single.

## Tracce
7"
1. To France - Mike Oldfield feat. Maggie Reilly 4:34
2. In the Pool (strum.) - Mike Oldfield

12"
1. To France - Mike Oldfield feat. Maggie Reilly 4:34
2. In the Pool (strum.) - Mike Oldfield
3. Bones (strum.) - Mike Oldfield

CD
1. To France - Mike Oldfield feat. Maggie Reilly 4:34

## Classifiche
| Classifica (1984) | Posizione massima |
| ----------------- | ----------------- |
| Austria           | 9                 |
| Belgio (Fiandre)  | 2                 |
| Francia           | 1                 |
| Germania          | 6                 |
| Italia            | 12                |
| Paesi Bassi       | 4                 |
| Regno Unito       | 48                |
| Spagna            | 3                 |
| Svizzera          | 7                 |

## Reinterpretazioni
Tra gli artisti che hanno inciso una cover del brano figurano: Blind Guardian (1996), Nolwenn Leroy (2011), NovaSpace (2002), Maggie Reilly (1996) e Kim Wilde (2011).